# Lomatium lucidum
Lomatium lucidum là một loài thực vật có hoa trong họ Hoa tán. Loài này được (Nutt. ex Torr. & A. Gray) Jeps. mô tả khoa học đầu tiên năm 1924.